# Indiziata di omicidio
Indiziata di omicidio (Black and White) è un film per la televisione del 1999  diretto da Yuri Zeltser.

## Trama
I due poliziotti Nora Hugosian e Chris 'O Brien indagano su alcuni omicidi forse commessi da un serial killer che si traveste da agente di polizia. Tutti i sospettati fermati, una volta rimessi in libertà, vengono ritrovati uccisi, ma ad essere sospettata del delitto è proprio la Hugosian, che prova a cercare le prove della sua innocenza.